# Терещенко, Михаил Кондратьевич
Михаил Кондратьевич Терещенко (30 июля [12 августа] 1913, Балясное, Полтавская губерния — 26 июня 1944, у дер. Хоньковичи, Могилёвская область) — командир стрелковой роты 617-го стрелкового полка (199-я стрелковая дивизия, 49-я армия, 2-й Белорусский фронт), участник Великой Отечественной войны, Герой Советского Союза.

## Биография
Родился 12 августа 1913 года в селе Балясное Полтавской губернии (ныне — в Диканьском районе Полтавской области, Украина). С 1933 года, после окончания сельскохозяйственного техникума в Цюрупинске, работал в колхозе в Балясном.
В 1935—1937 годах служил в Красной Армии, после чего работал в сельхозколонне НКВД № 9 (посёлок совхоза № 93, ныне — посёлок при станции Титоренко Энгельсского района).
5 августа 1942 года был призван в Красную Армию Безымянским райвоенкоматом Саратовской области. Воевал на Сталинградском (с 20.9.1942), Западном (с 12.2.1944) и 2-м Белорусском фронтах. В 1942 году вступил в ВКП(б). Был ранен 11 ноября 1942 года и 22 марта 1944.
21 марта 1944 в бою за деревню Дрыбино рота М. К. Терещенко первой ворвалась в траншеи противника, в рукопашном бою М. К. Терещенко лично уничтожил 9 гитлеровцев. 1 апреля 1944 был награждён орденом Красной Звезды.
23 июня 1944 года полк Терещенко вместе с остальными советскими войсками начал наступление в Белоруссии. Немецкие войска оказывали сильное сопротивление, организовывали контратаки. 24 июня в бою за деревню Сусловка рота лейтенанта Терещенко уничтожила группу немецких диверсантов, пробравшихся в расположение советской армии. 25 июня при отражении контратаки у деревни Хоньковичи силами роты было уничтожено до взвода солдат противника. 26 июня рота вышла к реке Бася. Вражеский берег был надёжно укреплён. Переправа днём была невозможна. Терещенко организовал отвлекающий манёвр, а сам вместе с ротой переправился в полукилометре в неудобном для этого месте. В результате был захвачен плацдарм на берегу противника. В этом бою Терещенко погиб.
Звание Героя Советского Союза Михаилу Кондратьевичу Терещенко присвоено посмертно 24 марта 1945 года «за мужество и отвагу, проявленные при прорыве обороны противника и форсировании Днепра в районе Могилёва».
Похоронен в братской могиле в деревне Сухари.

## Награды
- Звание Героя Советского Союза (24.3.1945)[2]:
  - медаль «Золотая Звезда»,
  - орден Ленина;
- орден Красной Звезды (1.4.1944)[4]
- медаль «За оборону Сталинграда»[10].

## Память
Именем М. К. Терещенко названа улица в деревне Сухари Могилёвского района.
На здании Сухаревской школы установлена мемориальная доска; имя М. К. Терещенко было присвоено пионерской дружине школы.